# Cantonul Salazie
Cantonul Salazie este un canton din arondismentul Saint-Benoît, Réunion, Franța.